# Robinsons billige Bücher
Robinsons billige Bücher (RBB) war eine Buchreihe, die zwischen 1956 und 1975 im Kinderbuchverlag Berlin der DDR mit insgesamt 188 Titeln erschien.
Zielgruppe der Reihe waren Kinder und Jugendliche im Alter von etwa 8 bis 14 Jahren. Verlegt wurden Klassiker der Weltliteratur, die entsprechend bearbeitet wurden, und Werke zeitgenössischer Autoren von Kinder- und Jugendliteratur. Neben Büchern deutschsprachiger Autoren wurden auch Übersetzungen aus mehreren Fremdsprachen aufgenommen.
Manche Titel erschienen bereits früher und wurden erst später – teilweise in Lizenz – in die Reihe aufgenommen. Einige Titel wurden auch in andere Reihen wie den „Buchclub der Schüler“ und „Paperback für junge Leute“ übernommen.
Die Bücher erschienen gebunden in Pappeinband oder Halbleinwandeinband im Format Klein-Oktav mit einer Rückenhöhe von 17 Zentimetern und waren illustriert. Der Einheitspreis betrug 2,00 DDR-Mark.

## Titel
Erklärungen:
Jahr: Jahr der ersten Auflage in RBB, wenn der Titel bereits früher erschienen ist, wird die Auflage angegeben, ab der der Titel in die Reihe aufgenommen wurde
Bemerkungen: Angabe der Übersetzer und der Ausgangssprache, Bearbeitungshinweise und Verlage, von denen eine Lizenz übernommen wurde
| Nr. | Autoren                                                      | Titel | Jahr      | Illustratoren                          | Bemerkungen | DNB       |
| --- | ------------------------------------------------------------ | --- | --------- | -------------------------------------- | --- | --------- |
| 1   | Wilhelm Hauff                                                | Der kleine Muck und andere Märchen                                                                                       | 1956 (7.) | Alfred Will                            | enthält noch Die Geschichte vom Kalif Storch, Der Zwerg Nase, Saids Schicksal                                         | 573679975 |
| 2   |                                                              | Till Eulenspiegel Abenteuer und Erlebnisse eines Bauernsohnes                                                            | 1956 (5.) | Otto Schubert                          | Auswahl und Bearb. Anne Geelhaar                                                                                      | 573391807 |
| 3   | Willi Meinck                                                 | Das Geheimnis der finnischen Birke                                                                                       | 1957 (4.) | Bernhard Nast                          | | 453289002 |
| 4   | Benno Pludra                                                 | Die Jungen von Zelt 13                                                                                                   | 1956 (6.) | Paul Rosié                             | | 575400153 |
| 5   | Werner Bauer                                                 | Die fröhlichen Einsiedler                                                                                                | 1956 (3.) | Kurt Zimmermann                        | | 572158289 |
| 6   | Arkadi Gaidar                                                | Timur und sein Trupp | 1956 (6.) | Hans Mau                               | Übers. Lena Klementinowskaja (Russisch) Bearb. Ruth Gerull-Kardas                                                     | 573511047 |
| 7   | James Fenimore Cooper                                        | Der Wildtöter | 1956 (4.) | Alfred Will                            | nach früheren Übersetzungen (Englisch) der Lederstrumpf-Serie bearbeitet und gekürzt von Ruth Gerull-Kardas           | 365320137 |
| 8   | James Fenimore Cooper                                        | Der Letzte der Mohikaner                                                                                                 | 1956 (3.) | Alfred Will                            | nach früheren Übersetzungen (Englisch) der Lederstrumpf-Serie bearbeitet und gekürzt von Ruth Gerull-Kardas           | 365320145 |
| 9   | James Fenimore Cooper                                        | Der Pfadfinder | 1956 (2.) | Alfred Will                            | nach früheren Übersetzungen (Englisch) der Lederstrumpf-Serie bearbeitet und gekürzt von Ruth Gerull-Kardas           | 450826430 |
| 10  | James Fenimore Cooper                                        | Die Ansiedler am Susquehanna                                                                                             | 1956 (2.) | Alfred Will                            | nach früheren Übersetzungen (Englisch) der Lederstrumpf-Serie bearbeitet und gekürzt von Ruth Gerull-Kardas           | 450826538 |
| 11  | James Fenimore Cooper                                        | Die Prärie | 1956 (2.) | Alfred Will                            | nach früheren Übersetzungen (Englisch) der Lederstrumpf-Serie bearbeitet und gekürzt von Ruth Gerull-Kardas           | 450826619 |
| 12  | Nikolai Nossow                                               | Eine fröhliche Familie                                                                                                   | 1957 (8.) | Gertrud Boesel                         | Übers. Bruno Pasch (Russisch)                                                                                         | 453609090 |
| 13  | Hiltrud Lind                                                 | Marianne hat einen Vogel Zwei Erzählungen                                                                                | 1956 (2.) | Ingeborg Friebel                       | | 574617590 |
| 14  | Klaus Beuchler                                               | Entscheidung im Morgengrauen                                                                                             | 1957      | Ernst Jazdzewski                       | | 450434567 |
| 15  | Werner Bender                                                | Messeabenteuer 1999 | 1957      | Erich Schmitt                          | | 450352277 |
| 16  | Edward Bulwer-Lytton Robert Louis Stevenson Oscar Wilde      | Das Geisterhaus in London Das Flaschenteufelchen Das Gespenst von Canterville                                            | 1956      | Gerhard Goßmann                        | Übers. Ingeborg Gronke (Englisch) Bearb. Ingeborg Gronke                                                              | 450696170 |
| 17  | Bret Harte                                                   | Der jüngste Goldgräber von Calaveras und andere Erzählungen                                                              | 1957      | Ruprecht Haller                        | Übers. Elisabeth Kessel (Englisch) Lizenz Aufbau, Berlin                                                              | 451838351 |
| 18  | Auguste Lazar                                                | Sally Bleistift in Amerika                                                                                               | 1957 (3.) | Alex Keil, Gertrud Boes                | Lizenz Globus, Wien                                                                                                   | 452732727 |
| 19  | Jan Čeřovský                                                 | Ferien am Plagesee | 1957      | Heinz Musculus                         | Übers. Rudolf Pabel (Tschechisch)                                                                                     | 450763587 |
| 20  | Pipaluk Freuchen                                             | Ivik, der Vaterlose | 1956      | Ingrid Vang Nyman                      | Übers. Grete Berges (Schwedisch) Lizenz Speer, Zürich                                                                 | 451358805 |
| 21  | Anni Geiger-Hof                                              | Die Fischerkinder | 1957      | Ingeborg Friebel                       | | 363773711 |
| 22  | Nikolai Nossow                                               | Die Bienenfalle | 1957      | Elisabeth Klutschewskaja               | Übers. Lieselotte Remané (Russisch)                                                                                   | 453608949 |
| 23  | Leo Katz                                                     | Tamar | 1957 (2.) | Ernst Jazdzewski                       | | 452340918 |
| 24  | Leonid Pantelejew                                            | Der tolle Ritt und andere Erzählungen                                                                                    | 1957      | Werner Schinko                         | Übers. Wera Rathfelder, Hermann Asemissen (Russisch)                                                                  | 453699057 |
| 25  | Konstantin M. Stanjukowitsch                                 | Der Junge vom Sklavenschiff und andere Erzählungen                                                                       | 1958      | Hans Mau                               | Übers. Lieselotte Remané (Russisch)                                                                                   | 454832915 |
| 26  | Auguste Lazar                                                | Jan auf der Zille | 1958 (4.) | Kurt Zimmermann                        | | 452732786 |
| 27  |                                                              | Mädchengeschichten | 1957      | Hildegard Haller                       | Übers. Lieselotte Remané, Arthur Nestmann (Russisch)                                                                  | 453172946 |
| 28  | Willi Meinck                                                 | Kuddel und Fietje | 1958 (3.) | Kurt Zimmermann                        | früherer Titel Der Herbststurm fegt durch Hamburg                                                                     | 453289045 |
| 29  | Alex Wedding                                                 | Ede und Unku | 1958      | Wieland Herzfelde                      | | 455400059 |
| 30  | Leonid Pantelejew                                            | Die Uhr | 1958      | Paul Rosié                             | Übers. Maria Einstein (Russisch)                                                                                      | 453699022 |
| 31  | Irma Thälmann                                                | Erinnerungen an meinen Vater                                                                                             | 1958      | Kurt Zimmermann Wolfgang Türk          | | 455032440 |
| 32  | Ernst Ichenhäuser                                            | Wenn einer eine Reise tut                                                                                                | 1958 (2.) | Ernst Jazdzewski                       | | 452189411 |
| 33  |                                                              | Die Erscheinung von Anklam und andere historische Erzählungen                                                            | 1959      | Hans Mau                               | Hrsg. Alice Sellin | 454655363 |
| 34  | Carl Dantz                                                   | Peter Stoll | 1959      | Peter Dittrich                         | | 450871207 |
| 35  | Adolf Görtz                                                  | Mein Bruder Hans und seine Freunde                                                                                       | 1959 (4.) | Ernst Jazdzewski                       | | 451575520 |
| 36  | Peter Theek                                                  | Die große Fahrt Eine Geschichte um kleine und große Rennfahrer                                                           | 1959 (3.) | Werner Kulle                           | | 455035520 |
| 37  | Wassili Jan                                                  | Das Schiff aus Phönizien                                                                                                 | 1959 (6.) | Wilhelm Sommer                         | Übers. Eugen Sabel (Russisch)                                                                                         | 363874348 |
| 38  | Max Zimmering                                                | Die Jagd nach dem Stiefel                                                                                                | 1959 (5.) | Ernst Jazdzewski                       | | 36482588X |
| 39  | Alexander T. Kononow Anna I. Uljanowa                        | Geschichten über Lenin Wolodjas Kindheit                                                                                 | 1959      | Kurt Zimmermann                        | (Russisch) | 452530016 |
| 40  | Herbert Mühlstädt Ernst Finster Maria Wissmann               | Die Geschichte vom Heiner und der Bohnensuppe Drei Erzählungen aus der Zeit der Befreiungskriege                         | 1959 (2.) | Ludwig Nawrotzky                       | | 451274601 |
| 41  | Werner Heiduczek Rudolf Fischer Anna Seghers Gerhard Baumert | Jule findet Freunde Erzählungen                                                                                          | 1960 (2.) | Hans Mau                               | | 363833706 |
| 42  | Horst Beseler Willi Meinck Michael Deutsch                   | Die Moorbande und andere Erzählungen                                                                                     | 1959 (2.) | Kurt Zimmermann                        | | 450422259 |
| 43  | Iwan Wassilenko                                              | Peps und Peter. Eine Zirkusgeschichte                                                                                    | 1959 (6.) | Frans Haacken                          | Übers. Josi von Koskull (Russisch)                                                                                    | 455207364 |
| 44  | Willi Meinck Gerhard Schmidt                                 | Das Gericht von Weinsberg Zwei Erzählungen                                                                               | 1959 (2.) | Hans Mau, Hans Baltzer                 | | 451490614 |
| 45  | Iwan Kratt                                                   | Abenteuer im hohen Norden                                                                                                | 1959 (5.) | Kurt Zimmermann                        | Übers. Annelies Dziuba (Russisch)                                                                                     | 452568226 |
| 46  | Walter Bartel                                                | Bei den Kindern zu Besuch Erzählungen aus dem Leben unseres Präsidenten Wilhelm Pieck                                    | 1959 (2.) | mit Fotos                              | | 450235688 |
| 47  | Michail Scholochow                                           | Stromer | 1959      | Kurt Zimmermann                        | Übers. Maria Riwkin, Lieselotte Remané (Russisch) Lizenz Kultur und Fortschritt, Berlin                               | 454750811 |
| 48  | Béla Balázs                                                  | Heinrich beginnt den Kampf                                                                                               | 1959 (2.) | Horst Bartsch                          | (Russisch) | 363306552 |
| 49  | Nikolai Nossow                                               | Ich war ein schlechter Schüler                                                                                           | 1959 (2.) | Horst Bartsch                          | Übers. Hilde Angarowa (Russisch)                                                                                      | 453608981 |
| 50  | Götz R. Richter                                              | Abenteuer im Urwald und auf See                                                                                          | 1959      | Hans Mau                               | | 454017677 |
| 51  | Rudolf Fischer                                               | Dem Unbekannten auf der Spur                                                                                             | 1960 (3.) | Paul Rosié                             | | 363739513 |
| 52  | Alexander Altajew                                            | Unter dem Banner des Bundschuh                                                                                           | 1960 (4.) | Kurt Zimmermann                        | Übers. Elli Mohrmann (Russisch)                                                                                       | 450056945 |
| 53  | Wojciech Żukrowski                                           | Mein Freund, der Elefant                                                                                                 | 1960      | Günter Blochberger                     | Übers. Kurt Harrer (Polnisch)                                                                                         | 455841764 |
| 54  | Hilmar Wulff                                                 | Das Haus im Walde | 1960      | Karl Fischer                           | Übers. Olla Ewert (Dänisch)                                                                                           | 455769516 |
| 55  | Martin Andersen Nexö                                         | Fliegender Sommer Acht Geschichten                                                                                       | 1960      | Ernst Jazdzewski                       | Übers. Ellen Schou, Karl Schodder, Pauline Klaiber-Gottschau (Dänisch) Für die Jugend bearbeitet Lizenz Dietz, Berlin | 450077225 |
| 56  | Christa I. Petzoldt                                          | Der große Schlager | 1960      | Heinz Musculus                         | | 453752225 |
| 57  | Adalbert Stifter                                             | Katzensilber. Zwei Novellen                                                                                              | 1960      | Renate Jessel                          | Bearb. Ruth Krenn, Hans-Heinrich Reuter                                                                               | 454890737 |
| 58  | Iwan Wassilenko                                              | Peter bei den Gymnasiasten                                                                                               | 1960 (4.) | Frans Haacken                          | Übers. Josi von Koskull (Russisch)                                                                                    | 455207372 |
| 59  | Arkadi Gaidar                                                | Das Schicksal des Trommlers                                                                                              | 1960 (4.) | Kurt Zimmermann                        | Übers. Lieselotte Remané (Russisch)                                                                                   | 363790845 |
| 60  | Benno Pludra                                                 | In Wiepershagen krähn die Hähne                                                                                          | 1960 (2.) | Hans Baltzer                           | | 453803202 |
| 61  | Nikolai Pogodin                                              | „Latte“ aus Nummer vier                                                                                                  | 1960      | Karl Fischer                           | Übers. Lieselotte Remané (Russisch)                                                                                   | 453810594 |
| 62  | Walter Schell                                                | Osceola oder Seminolenkrieg in Florida                                                                                   | 1960      | Werner Kulle                           | | 453874029 |
| 63  | Victor Hugo                                                  | Gavroche. Die Geschichte eines Pariser Jungen                                                                            | 1960 (2.) | Kurt Zimmermann                        | Übers. Paul Wiegler (Französisch) Gavroche ist eine Figur aus Die Elenden Lizenz Volk und Welt, Berlin                | 363868119 |
| 64  | Nicuţǎ Tănase                                                | Ich bin schon ein großer Junge                                                                                           | 1960      | Heinz Ebel                             | Übers. Marianne Sora (Rumänisch)                                                                                      | 454990391 |
| 65  | Auguste Lazar                                                | Die Schreckensherrschaft und das Glück der Anette Martin                                                                 | 1961      | Nikolaus Manoussis                     | | 452732824 |
| 66  | Ludwig Bechstein                                             | Der goldne Rehbock und andere Märchen                                                                                    | 1961      | Traude Schlegel                        | | 450289389 |
| 67  | Anne Martens                                                 | Und der Wald verbarg sie                                                                                                 | 1961      | Karl Fischer                           | | 453228321 |
| 68  | Wilhelm Raabe                                                | Else von der Tanne. Zwei Erzählungen                                                                                     | 1961      | Hans Mau                               | | 453891721 |
| 69  | Erwin Strittmatter                                           | Pony Pedro | 1961 (4.) | Hans Baltzer                           | | 454934459 |
| 70  | Inge Holtz-Baumert                                           | Thälmann ist niemals gefallen. Geschichten und Berichte                                                                  | 1960      | Heinz Ebel                             | | 452089573 |
| 71  | Peter Kast                                                   | Unternehmen Z … A. Drei Erzählungen                                                                                      | 1961      | Horst Bartsch                          | Lizenz Verlag des Ministeriums für Nationale Verteidigung, Berlin                                                     | 452331811 |
| 72  | Karl Veken                                                   | Lustige Streiche | 1961 (8.) | Werner Tübke                           | | 455213178 |
| 73  | Heinz Kruschel                                               | In Wulnitz ist nichts los                                                                                                | 1961      | Hans Betcke                            | | 452612314 |
| 74  |                                                              | Der verschwundene Fluß Technisch-phantastische Erzählungen                                                               | 1961      | Klaus Poche                            | Übers. Max Hummeltenberg (Russisch)                                                                                   | 451307704 |
| 75  | Iwan Wassilenko                                              | Peter und die Puppenspieler                                                                                              | 1961      | Frans Haacken                          | Übers. Traute Stein, Günther Stein (Russisch)                                                                         | 455207380 |
| 76  | Heinz Klemm                                                  | Noc und der große Drache                                                                                                 | 1961      | Gerhard Goßmann                        | | 452447062 |
| 77  | Emil R. Greulich                                             | Der verpatzte Krieg | 1961      | Karl Fischer                           | | 451656938 |
| 78  | Hanns Krause                                                 | Von Schlingen, Pfannkuchen und jungen Hunden                                                                             | 1961      | Heinz Musculus                         | | 452571871 |
| 79  | Erwin Bekier                                                 | Juri, der erste Kosmonaut                                                                                                | 1961      | mit Fotos                              | | 450346986 |
| 80  | Bret Harte                                                   | Allein in der Prärie | 1962      | Hans Betcke                            | Übers. Ruth Gerull-Kardas (Englisch)                                                                                  | 451838378 |
| 81  | Gerhard Vogel                                                | Das Versteck im Starkasten                                                                                               | 1962      | Werner Schinko                         | | 455279063 |
| 82  | Günther Jugel                                                | Die geheimnisvolle Gruft                                                                                                 | 1962      | Herta Günther                          | | 452257409 |
| 83  | Götz R. Richter u. a.                                        | Rache für Pronto und andere Erzählungen                                                                                  | 1962      | Eberhard Binder u. a.                  | | 453894720 |
| 84  | Eberhard Richter                                             | Die Hunde des Leutnant Frey                                                                                              | 1962      | Karl Fischer                           | | 454016859 |
| 85  | Ernest Thompson Seton                                        | Tierhelden | 1962      | Werner Kulle                           | Übers. Max Pannwitz (Englisch) Lizenz Franckh’sche Verlagshandlung                                                    | 454665377 |
| 86  | Wolf D. Brennecke                                            | Der Engel auf dem Marktplatz und andere lustige Geschichten                                                              | 1962      | Harri Parschau                         | | 450613682 |
| 87  | Dagmar Alstaed                                               | Diese Kiebiche | 1962      | Rudolf Grapentin                       | | 450056457 |
| 88  | Walter Schell                                                | Hahn mit fremden Federn                                                                                                  | 1962      | Peter Dittrich                         | | 453874002 |
| 89  | Hansgeorg Meyer Helga Meyer                                  | Jettchen und die Verschwörer                                                                                             | 1962      | Horst Bartsch                          | | 453354661 |
| 90  | Christiane Vogel                                             | Merten Beilschmidts Flucht                                                                                               | 1961 (2.) | Ludwig Nawrotzky                       | | 455278687 |
| 91  | Jonathan Swift                                               | Gulliver bei den Zwergen                                                                                                 | 1962      | Heiner Vogel                           | Übers. Franz Kottenkamp (Englisch) Bearb. Alice Sellin Lizenz Rütten & Loening, Berlin                                | 454972504 |
| 92  | Jonathan Swift                                               | Gulliver bei den Riesen                                                                                                  | 1962      | Heiner Vogel                           | Übers. Franz Kottenkamp (Englisch) Bearb. Alice Sellin Lizenz Rütten & Loening, Berlin                                | 454972512 |
| 93  | Brüder Grimm                                                 | Hänsel und Gretel und andere Märchen der Brüder Grimm                                                                    | 1963      | Traude Schlegel                        | | 451666240 |
| 94  | Juri Jermolajew                                              | Der furchtlose Schwimmer und andere Erzählungen                                                                          | 1963      | Harri Parschau                         | Übers. Elfriede Mund (Russisch)                                                                                       | 451158636 |
| 95  | Rudyard Kipling                                              | Das kommt davon | 1963      | Gerhard Goßmann                        | Übers. Hans Rothe (Englisch) Lizenz List, Leipzig                                                                     | 452412501 |
| 96  | Johanna Hoffmann Josef Hoffmann                              | Geheimnis der weißen Erde                                                                                                | 1963      | mit Fotos                              | | 452066018 |
| 97  | Wladimir Durow                                               | Tiere im Zirkus | 1963      | Jürgen Wittdorf                        | Übers. Horst Scherenschmidt (Russisch)                                                                                | 451021711 |
| 98  | Charlotte Brontë                                             | Die Waise von Lowood | 1963      | Renate Jessel                          | Übers. Bernhard Schindler (Englisch) Lizenz List, Leipzig                                                             | 450640167 |
| 99  | Ernest Thompson Seton                                        | Der Wolf von Winnipeg und andere Tiergeschichten                                                                         | 1963      | Werner Kulle                           | Übers. Max Pannwitz (Englisch) Lizenz Franckh’sche Verlagshandlung                                                    | 454665385 |
| 100 | Gerhard Jäckel                                               | Der Gefangene des Herzogs                                                                                                | 1963      | Hans Mau                               | | 452159881 |
| 101 | Ronald Segal                                                 | Der Tokolosch | 1963      | Kurt Zimmermann                        | Übers. Hans Petersen (Englisch)                                                                                       | 454637241 |
| 102 | Irma Zimm Alfred Zimm                                        | Flüssiges Gold | 1963      | Rudolf Grapentin                       | | 455819718 |
| 103 | Shozo Katayama                                               | Kinder der Morgenröte | 1963      | José Sancha                            | Übers. Horst Scherenschmidt (Russisch)                                                                                | 452337909 |
| 104 | Karl Heinz Schleinitz                                        | Wie aus dem Großvater wieder Budjonny wurde                                                                              | 1963      | Werner Schinko                         | | 454368410 |
| 105 | Hans Christian Andersen                                      | Die Prinzessin auf der Erbse                                                                                             | 1963      | Erika Klein                            | (Dänisch) | 450074803 |
| 106 | Walter Radetz                                                | Kurier der Verbotenen | 1963      | Gerhard Rappus                         | | 453897991 |
| 107 | Brüder Grimm                                                 | Hans im Glück und andere Märchen der Brüder Grimm                                                                        | 1964 (2.) | Traude Schlegel                        | | 451666305 |
| 108 |                                                              | Die jüngsten Kundschafter und andere Erzählungen                                                                         | 1964      | Gerhard Rappus                         | Übers. Marianne Lange-Weinert (Russisch) Auswahl Marianne Lange-Weinert                                               | 452643295 |
| 109 | Petr Dudotschkin                                             | Geheimnisvolle Spuren | 1964      | Ingeborg Friebel                       | Übers. Marie Jacob (Russisch)                                                                                         | 451008936 |
| 110 | Juri Jakowlew                                                | Station Maltschiki | 1964      | Hans Mau                               | Übers. Traute Stein, Günther Stein (Russisch)                                                                         | 452172780 |
| 111 | Lew Kassil                                                   | Was ist Glück? | 1964      | Gerhard Preuß                          | Übers. Max Hummeltenberg (Russisch)                                                                                   | 452331307 |
| 112 | Hans Christian Andersen                                      | Der fliegende Koffer | 1964      | Norbert Pohl                           | (Dänisch) | 450074668 |
| 113 | Wolfgang Held                                                | Quirl hält durch | 1964      | Gerhard Bläser                         | | 451937031 |
| 114 | Johann Peter Hebel                                           | Schatzkästlein | 1964      | Renate Jessel                          | Auswahl und Bearb. Anneliese Kocialek                                                                                 | 451884094 |
| 115 |                                                              | Ein kurzweilig Lesen von Till Ulenspiegel                                                                                | 1965      | Norbert Pohl                           | | 451179501 |
| 116 | Emil Ofin                                                    | Vorposten Spähauge | 1964      | Ilse Raddatz-Unterstein                | Übers. Erna Linde (Russisch)                                                                                          | 453638074 |
| 117 | Harry Bär                                                    | Fridtjof Nansen. Der Wagehals Norwegens                                                                                  | 1964      | Erhard Schreier                        | | 450205630 |
| 118 | Pawel Michailow                                              | Ich bin Testpilot | 1965      | Klaus Poche                            | Übers. Gerhard Dick (Russisch)                                                                                        | 453369197 |
| 119 | Heinz Meinicke-Kleint                                        | Aufstand im Maghreb | 1965      | Erhard Schreier                        | | 453291155 |
| 120 | Friedel Hart                                                 | Die Rabauken vom Hasenstall                                                                                              | 1965      | Andreas Speck                          | | 451837789 |
| 121 | Wladimir Bogomolow                                           | Leuchtspur über den Strom                                                                                                | 1965      | Hans Baltzer                           | Übers. Lieselotte Remané (Russisch) Lizenz Kultur und Fortschritt, Berlin                                             | 450541495 |
| 122 | Christiane Vogel                                             | Das Werk des Johannes Hopf                                                                                               | 1965      | Hans Baltzer                           | | 455278709 |
| 123 | Otto Sailer-Jackson                                          | Auf Tierfang am Uëlle | 1965      | Jürgen Mau                             | Lizenz List, Leipzig                                                                                                  | 454256086 |
| 124 | Hans von Oettingen                                           | Hilfe dringend erforderlich                                                                                              | 1965      | Karl Fischer                           | | 453636748 |
| 125 | Willi Bredel                                                 | Marcel, der junge Sansculotte                                                                                            | 1965      | Karl-Georg Hirsch                      | | 450605906 |
| 126 | Kurt Menke                                                   | Reifeprüfung | 1965      | Peter Dietzsch                         | | 453306144 |
| 127 | Walentin Medwejew                                            | Barankin ist ein großer Spinner                                                                                          | 1965      | Heinz Rodewald                         | Übers. Horst Rappich (Russisch)                                                                                       | 453281923 |
| 128 | Hannes Hüttner                                               | Fracht für Alexandria | 1963      | Hans Mau                               | | 452132525 |
| 129 | Karl Grünberg                                                | Die Getreuen vom Galgenberg                                                                                              | 1965      | Kurt Klamann                           | | 451693299 |
| 130 | Wera Küchenmeister Claus Küchenmeister                       | Sie nannten ihn Amigo | 1966      | Gerhard Rappus                         | | 457310278 |
| 131 | Sima Solowjow                                                | Bevor der Bart wächst | 1966      | Gerhard Rappus                         | Übers. Ellen Zunk (Russisch)                                                                                          | 458171344 |
| 132 | Helmut Meyer                                                 | Geheimauftrag für Kasper B.                                                                                              | 1966      | Peter Dietzsch                         | | 457591242 |
| 133 | Hansgeorg Meyer Helga Meyer                                  | Der Sperling mit dem Fußball                                                                                             | 1966      | Gerhard Rappus                         | | 457591234 |
| 134 | Martin Selber                                                | Kalli fährt zum großen Treff                                                                                             | 1966      | Karl-Heinz Appelmann                   | | 458929093 |
| 135 | Friedel Hart                                                 | Tierpflegerin Uschi | 1967      | Erika Klein                            | | 456914978 |
| 136 | Witali Gubarjow                                              | Das Geheimnis des roten Planeten                                                                                         | 1967      | Gerhard Bläser                         | Übers. Dagni Dittelbach (Russisch)                                                                                    | 456836772 |
| 137 | N. N. Miklucho-Maklai                                        | Insel am Äquator | 1967      | Alfred Will                            | Übers. Eugel Sabel (Russisch)                                                                                         | 457599804 |
| 138 | Marianne Bruns                                               | Fahrt zum Bahnhof | 1967      | Gerhard Bläser                         | | 456211241 |
| 139 | Helmut Meyer                                                 | Kasper B. in Gefahr | 1967      | Peter Dietzsch                         | | 457591269 |
| 140 | Mayne Reid                                                   | Die Quarteronin | 1967      | Horst Bartsch                          | Übers. Ursula Püschel (Englisch) Bearb. Walter Püschel                                                                | 457913800 |
| 141 |                                                              | Die goldene Brücke Märchen und Sagen aus dem Spreewald                                                                   | 1967      | Jürgen Wittdorf                        | Hrsg. Klaus Hallacz                                                                                                   | 456779124 |
| 142 | Martin Selber                                                | Vier Räder und ein Zelt                                                                                                  | 1967 (2.) | Hans Mau                               | | 364390727 |
| 143 | Wolf Durian                                                  | Der Salamanderklub | 1967 (2.) | Gerhard Lahr                           | | 363691537 |
| 144 |                                                              | Das Zauberpferd Zwei Märchen aus 1001 Nacht                                                                              | 1967      | Karl-Heinz Appelmann                   | Übers. Gustav Weil (Arabisch) Bearb. Regina Hänsel                                                                    | 364820160 |
| 145 |                                                              | Der Hexenbaum von Ulrichshusen Sagen aus Mecklenburg                                                                     | 1967      | Edgar Giegold                          | Hrsg. Heinrich Alexander Stoll                                                                                        | 456982655 |
| 146 | Wolf Durian                                                  | Fangt den Seeräuber Bonito                                                                                               | 1967      | Gerhard Goßmann                        | | 456499830 |
| 147 | Sergei Alexejew                                              | Der Sohn des Riesen | 1967      | Karl Fischer                           | Übers. Lieselotte Remané (Russisch)                                                                                   | 454555520 |
| 148 |                                                              | Der Drachenpalast Sagen aus China über den Handwerksmeister Lu Bau                                                       | 1967      | Gerhard Goßmann                        | Bearb. Herbert Bräutigam                                                                                              | 363379568 |
| 149 |                                                              | Wie schön ist der Mai! Geschichten und Gedichte vom Frühling                                                             | 1967      | Maren Palloks                          | Hrsg. Gudrun Kühn, Hanna Boguth                                                                                       | 458643483 |
| 150 | Gustav Schwab                                                | Prometheus und andere griechische Sagen                                                                                  | 1967      | Volker Pfüller                         | Bearb. Heinrich Alexander Stoll                                                                                       | 458909629 |
| 151 |                                                              | Die sieben Schwaben und andere Volksbücher                                                                               | 1968      | Gerhard Lahr                           | Bearb. Anne Geelhaar (nach Simrock, Marbach, Scherer)                                                                 | 458944610 |
| 152 | Karl Rezac                                                   | Marine-Akte „sub/B“ | 1968      | Kurt Völtzke                           | | 457931116 |
| 153 | Ernst Grau                                                   | Die Singuhr in der Klosterstraße Berliner Sagen und Geschichten                                                          | 1968      | Erich Gürtzig                          | | 458959235 |
| 154 | Wolfgang Zeiske                                              | Fahrten und Abenteuer des Chalihl-Effendi Aus dem Leben von Alfred Brehm                                                 | 1968      | Erhard Schreier                        | | 458719234 |
| 155 |                                                              | Ali Baba und die vierzig Räuber Zwei Märchen aus 1001 Nacht                                                              | 1969      | Elke Rößler-Bullert                    | Übers. Gustav Weil (Arabisch) Bearb. Regina Hänsel                                                                    | 363273093 |
| 156 | Patty Frank                                                  | Die Indianerschlacht am Little Big Horn                                                                                  | 1969      | Gerhard Lahr                           | Bearb. Hansgeorg Meyer Lizenz Deutscher Militärverlag, Berlin                                                         | 720095344 |
| 157 | Horst Rudolph                                                | Die Spukmühle | 1969      | Rudolf Platzer                         | | 364551755 |
| 158 | Erwin Bekier                                                 | Die Telegraphenschlacht. Geschichten um Lenin                                                                            | 1969      | mit Fotos                              | | 363330836 |
| 159 | Iwan Turgenew M. Saltykow-Stschedrin Lew Tolstoi u. a.       | Mumu und andere Geschichten                                                                                              | 1969      | Hans Mau                               | Übers. Ekkehard Jäkel u. a. (Russisch)                                                                                | 364723769 |
| 160 | Karl Heinz Schleinitz                                        | Ein Gewehr und fünfzig Schuß                                                                                             | 1970 (2.) | Heinz Rodewald                         | | 364574267 |
| 161 | Klaus Nitzsche                                               | Gift im Blut | 1970      | Renate Jessel                          | | 364431601 |
| 162 | Anna Seghers                                                 | Die Tochter der Delegierten Erzählungen                                                                                  | 1970      | Martin Kotsch                          | Lizenz Aufbau, Berlin/Weimar                                                                                          | 458924040 |
| 163 | Juri Sotnik                                                  | Das Abenteuer fällt aus                                                                                                  | 1971 (2.) | Karl Fischer                           | Übers. Vera Albrecht (Russisch)                                                                                       | 998087963 |
| 164 | Friedrich Wolf                                               | Der stotternde Kuckuck und andere Tiergeschichten                                                                        | 1970      | Eberhard Neumann                       | Hrsg. Hannelore Hilzheimer Lizenz Aufbau, Berlin/Weimar                                                               | 458693308 |
| 165 |                                                              | Die schöne Kuline Tschuwaschische Volksmärchen                                                                           | 1970      | Hans-Joachim Behrendt                  | Übers. Iwan Serow (Tschuwaschisch) Auswahl Iwan Serow nacherzählt von Anneliese Probst                                | 364626399 |
| 166 | Hermann Heinz Wille                                          | Wunderwelt des Wassers                                                                                                   | 1970 (2.) | Lieselotte Finke-Poser                 | | 364801751 |
| 167 | Ernst Stadtkus                                               | Stoppelhopser | 1971      | Horst Kleint                           | | 458206695 |
| 168 | Sigmar Schollak                                              | Der Davidsbündler | 1971      | Werner Ruhner                          | | 364583487 |
| 169 | Arkadi Gaidar                                                | R.K.R. Erzählungen aus den Tagen des Bürgerkrieges                                                                       | 1972      | Hans Mau                               | Übers. Max Hummeltenberg (Russisch)                                                                                   | 363790810 |
| 170 | Friedel Hart                                                 | Abenteuer in der Teufelsschlucht                                                                                         | 1972      | Manfred Butzmann                       | | 36382426X |
| 171 | Theodor Storm                                                | Bulemanns Haus und andere Geschichten                                                                                    | 1972      | Sabine Kahane                          | | 364673281 |
| 172 | Josif A. Chalifman                                           | Kleines Bienenbuch | 1972      | Hans-Joachim Behrendt                  | Übers. Ellen Stephan (Russisch)                                                                                       | 363416625 |
| 173 | Josif A. Chalifman                                           | Kleines Ameisenbuch | 1972      | Hans-Joachim Behrendt                  | Übers. Ellen Stephan (Russisch)                                                                                       | 770010008 |
| 174 | Heinz Kruschel                                               | Rebell mit Kreuz und Schwert Das Leben des Thomas Müntzer                                                                | 1972      | Rudolf Grapentin                       | | 364301848 |
| 175 | Arkadi Gaidar                                                | Das Geheimnis der Schloßruine und Rauch überm Walde                                                                      | 1972      | Karl Rix                               | Übers. Max Hummeltenberg (Russisch)                                                                                   | 363790802 |
| 176 | Klara M. Moissejewa                                          | Suche nach einem versunkenen Reich                                                                                       | 1972      | Heinz-Karl Bogdanski (Nachzeichnungen) | Übers. Ellen Stephan (Russisch)                                                                                       | 364406984 |
| 177 | Hans R. Schröter                                             | Ich bin der Doktor Eisenbart                                                                                             | 1972      | Heinz Rodewald                         | | 364608773 |
| 178 | Kristian Humbsch                                             | Lockvögel | 1973      | Gerhard Goßmann                        | | 740142674 |
| 179 | Karl Rezac                                                   | Der verrückte Erfinder oder wie sich das Leben des Konstantin Eduardowitsch Ziolkowski durch eine Haussuchung veränderte | 1973      | Eberhard Neumann                       | | 740142666 |
| 180 | Juri Jakowlew                                                | Die Rothaarige | 1973      | Heidi Vogel                            | Übers. Regina Czora, Erna Linde (Russisch)                                                                            | 740328239 |
| 181 | Dragutin M. Malović                                          | Roter Kater | 1973      | Sabine Kahane                          | Übers. Werner Creutzinger (Serbokroatisch)                                                                            | 740401815 |
| 182 | Anatoli Drofan                                               | Das Geheimnis des alten Glockenturms                                                                                     | 1973      | Gerhard Oschatz                        | Übers. Traute Stein, Günther Stein (Ukrainisch)                                                                       | 740458205 |
| 183 | Tom Wittgen                                                  | Rumpelfahrt nach Hammelspring                                                                                            | 1974      | Karl Fischer                           | | 750319208 |
| 184 | Hans Marchwitza                                              | Hanku. Eine Kindheit | 1974      | Volker Pfüller                         | Auswahl Erika Schröder Lizenz Aufbau, Berlin/Weimar                                                                   | 750319216 |
| 185 | Hansgeorg Meyer Helga Meyer                                  | Kartoffelpuffer. Geschichten von gestern, heute und morgen                                                               | 1974      | Gisela Röder                           | | 770129293 |
| 186 | Wanda Żółkiewska                                             | Die Kinder vom Departement Seine                                                                                         | 1974      | Petra Wiegandt                         | Übers. Kurt Kelm (Polnisch)                                                                                           | 740561243 |
| 187 | Wladislaw Krapiwin                                           | Der Pfeil in der Birke                                                                                                   | 1974      | Erika Klein                            | Übers. Lieselotte Remané (Russisch)                                                                                   | 760183163 |
| 188 | Eno Raud                                                     | Feuer in einer verdunkelten Stadt                                                                                        | 1975      | Gisela Wongel                          | Übers. Helga Viira (Estnisch)                                                                                         | 750503416 |